# 2.º Comando de Defensa Aérea
El 2.º Comando de Defensa Aérea (2. Luftverteidigungs-Kommando) fue una unidad de la Luftwaffe durante la Segunda Guerra Mundial.

## Historia
Fue formado el 1 de agosto de 1939 en Hannover, a partir del Comando de Defensa Aérea Leipzig, siendo después reasignado al 6.º Comando de Defensa Aérea. 
Reformado el 1 de agosto de 1939 en Leipzig desde el 3.º Comando de Defensa Aérea. El 1 de septiembre de 1941 es reasignado a la 2.ª División Antiaérea.

## Comandantes
- Coronel Alexander Kolb – (1 de julio de 1938 – 30 de junio de 1939)
- Mayor general Walter Feyerabend – (1 de julio de 1939 – 9 de abril de 1940)
- Mayor general Oskar Bertram – (10 de abril de 1940 – 31 de agosto de 1940)
- Mayor general Dipl.Ing. Heinrich Burchard – (3 de diciembre de 1940 – 30 de junio de 1941)
- Mayor general Walter Feyerabend – (4 de mayo de 1941 – 31 de agosto de 1941)

### Jefes de Operaciones (Ia)
- Capitán Horst Wendt – (26 de agosto de 1939 – 16 de febrero de 1941)
- Mayor Joachim Schneider – (16 de febrero de 1941 – 1 de septiembre de 1941)

## Área de Operaciones

### 1938
| Fecha       | Cuerpos Aéreos/Cuerpos Antiaéreos | Comandos de los Distritos Aéreos/Flotas Aéreas | Lugar   |
| 1 de agosto | -                                 | IV Comando Administrativo Aéreo                | Leipzig |

### 1939
| Fecha      | Cuerpos Aéreos/Cuerpos Antiaéreos | Comandos de los Distritos Aéreos/Flotas Aéreas | Lugar   |
| 1 de enero | -                                 | IV Comando Administrativo Aéreo                | Leipzig |

### 1940
| Fecha          | Cuerpos Aéreos/Cuerpos Antiaéreos | Comandos de los Distritos Aéreos/Flotas Aéreas | Lugar   |
| 1 de enero     | -                                 | IV Comando Administrativo Aéreo                | Leipzig |
| 1 de diciembre | -                                 | III Comando Administrativo Aéreo               | Leipzig |

## Orden de Batalla

### Unidades del 15 de noviembre de 1938
- I./51.º Regimiento Antiaéreo en Stettin
- I./61.º Regimiento Antiaéreo en Wismar
- Regimiento de Instrucción Antiaéreo en Stralsund con:
  - I./Regimiento de Instrucción Antiaéreo en Zingst
  - II./Regimiento de Instrucción Antiaéreo en Tutov
  - III./Regimiento de Instrucción Antiaéreo en Stettin

### El 1 de agosto de 1941 enLeipzig
- 3.º Regimiento Antiaéreo (o) (Grupo Antiaéreo Thüringen) en Weimar (?)
- 33.º Regimiento Antiaéreo (o) (Grupo Antiaéreo Halle-Leuna)
- 300.º Regimiento Antiaéreo (v) (Grupo Antiaéreo Leipzig)
- 73.º Regimiento Antiaéreo (o) (Grupo de Proyectores Antiaéreo Leipzig)